# Războiul Peninsular
Războiul din Spania și Portugalia, cunoscut în literatura spaniolă sub numele de Războiul de independență spaniol, în cea britanică sub numele de Războiul peninsular, a reprezentat un conflict militar ce a opus între 1807 și 1814, o armată franceză cunoscută sub numele de „Armata din Spania” unor armate regulate spaniole, portugheze și britanice, susținute de un redutabil război de gherilă, izbucnit în mai multe regiuni ale Regatului Spaniei. Războiul s-a încheiat în 1814, în urma victoriei celei de-a Șasea Coaliții asupra Imperiului Francez și aliaților săi.
Originile războiului sunt legate de intervenția militară franceză împotriva Portugaliei, aliată a Marii Britanii și care refuzase să se alăture Sistemului Continental. Traversând teritoriul aliaților lor spanioli în drumul spre Portugalia, în octombrie 1807, trupele franceze sunt foarte bine primite de populație, astfel că francezii ocupă Lisabona (30 noiembrie) iar familia regală portugheză, Bragança, în frunte cu regele Ioan al VI-lea se refugiază în Brazilia. Dar Spania începutului de secol XIX era o țară înapoiată, măcinată de o profundă criză politică și economică și un aliat nedemn de încredere pentru Napoleon I, care, din 1808 începe să ocupe sistematic țara. Relațiile franco-spaniole nu fuseseră bune în perioada 1805 - 1807 și ele se deteriorează iremediabil începând cu 2 mai 1808 atunci când francezii înăbușe o revoltă a populației madrilene. În ciuda acestei revolte, instigate de nobilimea spaniolă tocmai pentru a-l împiedica să plece, regele Spaniei, Carol al IV-lea și fiul său, Prințul Asturiilor, părăsesc țara și participă la Conferința de la Bayonne, în cadrul căreia regele abdică în favoarea fratelui Împăratului francez, Joseph, devenit José I al Spaniei. Insurecția antifranceză se răspândește însă rapid în toată peninsula, propagată de mica nobilime rurală conservatoare și de Biserica Catolică, care nu ierta ateismul Revoluției franceze.
Prima etapă a războiului este marcată de ralierea celei mai mari părți a armatei spaniole la cauza luptei antifranceze. Francezii înregistrează o serie de succese, dar suferă apoi un eșec umilitor pe 22 iulie la Bailen, unde un Corp de armată francez este silit să capituleze, iar pe 30 august francezii sunt nevoiți să încheie Convenția de la Cintra, în urma căreia trupele franceze evacuează Portugalia, în urma intervenției militare britanice. În noiembrie 1808, Napoleon intervine însă personal, în fruntea unei armate de 200 000 de oameni și înregistrează o serie de victorii zdrobitoare împotriva armatei spaniole, intrând în Madrid la 13 decembrie și obligându-i apoi pe britanici la o retragere precipitată spre mare, în vederea reîmbarcării. Reînarmarea Imperiului Austriac îl obligă însă pe Napoleon să se întoarcă la Paris în ianuarie 1809. Mareșalul Soult continuă urmărirea britanicilor, obligându-i să se reîmbarce în cadrul bătăliei de la Coruna, dar nereușind să cucerească Cadiz, fortăreața Juntei spaniole. Războiul de gherilă continuă însă, francezii ezitând între a lupta împotriva armatei regulate spaniole, ceea ce cerea concentrarea trupelor și lupta împotriva gherilelor, pentru care era necesară dispersarea trupelor. La sfârșitul lui 1809 și în 1810 francezii cuceresc Ciudad Rodrigo și Almeida și obligă armata britanică, redebarcată să se refugieze în spatele liniilor de la Torres Vedras, în apropiere de Lisabona.
O a doua fază a războiului începe în 1811, pe fundalul deplasării unui număr din ce în ce mai mare de soldați francezi spre Germania centrală, în vederea pregătirii campaniei din Rusia și a întăririi efectivelor armatei britanice conduse de Wellington, care trece la ofensivă în fața armatei inferioare numeric a lui Masséna, pe care nu îl poate însă învinge. Francezii nu își concentrează forțele în fața acestei amenințări și Marmont este învins de englezi la Salamanca (sau Arapiles), în iulie 1812 și, drept urmare, Regele José I este nevoit să își părăsească capitala pe 12 august. Revenit din Andaluzia, Soult îl împinge pe Wellington înapoi spre Ciudad Rodrigo și spre Portugalia, dar nu îl poate anihila. La începutul lui 1813, după dezastruoasa retragere din Rusia, Napoleon retrage cei mai buni soldați din Spania, înlocuindu-i cu recruți fără experiență. Armatele franceze nu mai pot spera să mențină controlul asupra țării și sunt respinse încet spre nord, după înfrângerea decisivă de la Bătălia de la Vitoria, de pe 21 iunie. Armatele ibero-britanice invadează Franța la sfârșitul lui 1813, asediind Bayonne și, în ciuda unei rezistențe dârze, Soult este nevoit să încheie armistițiul în aprilie 1814, după abdicarea Împăratului, eveniment ce marchează sfârșitul războiului din peninsula iberică. În Spania este restaurată dinastia de Bourbon, prin Ferdinand al VII-lea, care reinstaurează absolutismul monarhic.

## Contextul politic și cauzele războiului
În timpul ultimelor decenii ale secolului al XVIII-lea, regatele Spaniei și Franței, ambele conduse de Bourboni, au cunoscut o perioadă îndelungată de relații pacifice, marcate de o comuniune de interese. Izbucnirea Revoluției franceze și mai ales execuția regelui Ludovic al XVI-lea de către revoluționari, în ianuarie 1793, determină Spania să se alăture, împreună cu Portugalia, Primei Coaliții, în cadrul războaielor Revoluției. O serie de ciocniri au loc între armatele celor două țări, în sud-vestul Franței și în nord-estul Spaniei, fără ca vreuna dintre părți să obțină un avantaj decisiv. Deoarece nu aveau interese divergente majore, Franța și Spania semnează tratatul de pace de la San Ildefonso, în august 1796. În urma acestui tratat, cele două țări devin aliate, Spania putându-se concentra pe a-și consolida flota și comerțul vital cu coloniile din America de Sud, iar Franța putându-și transfera trupe suplimentare spre granițele răsăritene, grav amenințate de Coaliție.
Odată cu instaurarea Consulatului în Franța, cele două țări se pun de acord să cucerească împreună regatul Portugaliei, vechi aliat al inamicului comun: Regatul Unit. Cu toate acestea, în ciuda unor demonstrații militare neconvingătoare la granița hispano-lusitană, devine evident că Spania nu avea intenția de a-și ataca vecinul apusean și Primul Consul Bonaparte se mulțumește cu soluția neutralității Portugaliei. Începând cu sfârșitul anului 1805, relațiile dintre Spania și Franța se deteriorează, după ce o flotă combinată a celor două țări, aflată sub comanda amiralului francez Villeneuve este învinsă decisiv de britanici pe 21 octombrie, în cadrul bătăliei navale de la Trafalgar. Înfrângerea a survenit după ce Napoleon I, devenit Împărat al francezilor, îl presase pe amiralul Villeneuve să părăsească securitatea portului și să se îndrepte spre Canalul Mânecii. Înfrângerea reprezenta pentru Spania, o grea lovitură adusă  prestigiului său naval, însoțită de pierderi umane și materiale importante, dar însemna mai ales periclitarea comerțului cu coloniile sud-americane. Favoritul regal Manuel Godoy, prim-ministru al Spaniei, începea să se convingă de faptul că alianța cu Imperiul Francez era costisitoare și nu corespundea intereselor regatului.
Acumularea tensiunilor dintre cele două state s-a manifestat în mod clar în 1806, când Prusia a declarat război Franței, fapt ce a declanșat Războiul celei de-a Patra Coaliții. Mizând pe o victorie a armatei prusace, considerată a fi o demnă urmașă a celei a lui Frederic cel Mare, Spania și-a masat trupele la granița cu Franța, așteptând deznodământul conflagrației din Germania. După ce Napoleon a spulberat în mod absolut neașteptat armatele prusace într-o singură zi, la Jena-Auerstaedt, Spania și-a retras imediat trupele, fiind silită să formuleze un pretext neverosimil pentru a justifica mobilizarea trupelor. Intrat triumfal în Berlin, Napoleon a proclamat Blocada Continentală, preconizând închiderea granițelor Europei continentale pentru comerțul britanic. Cu toate acestea, Portugalia, țară în mod tradițional aliată Marii Britanii și dependentă de comerțul cu insulele britanice, a refuzat să se alinieze sistemului continental, lucru care risca să vicieze întregul sistem conceput de Napoleon pentru a obliga Perfidul Albion să facă pace. O intervenție militară franceză împotriva Portugaliei a devenit iminentă în 1807.

## 1807: Intervenția militară franceză în Portugalia
Pe 14 iunie 1807, Napoleon I a câștigat bătălia de la Friedland împotriva Imperiului Rus și, urmare a acestui fapt, Țarul Alexandru I este nevoit să accepte semnarea unui armistițiu, pe 21 iunie, Tratatul de pace de la Tilsit fiind semnat pe 7 iulie, în urma unei serii de întrevederi între suveranul francez și cel rus. Două zile mai târziu, Prusia semnează la rândul său un tratat de pace cu Imperiul Francez, fapt ce încheie Războiul celei de-a Patra Coaliții. Întors la Paris, Împăratul Napoleon își îndreaptă atenția asupra Portugaliei, vechiul aliat al Regatului Unit. Portugaliei i se acordă un ultimatum, cerându-i-se să adere imediat la Blocada Continentală, încetând orice relație economică cu insulele britanice. Pe 29 iulie, Împăratul emite un ordin de creare a unei armate de 20 000 de oameni, denumită „Corpul de Observație al Girondei”, care avea misiunea de a invada Portugalia, dacă acest stat nu ar accepta termenii ultimatumului. Această armată este pusă sub ordinele unui om de încredere de-ai Împăratului, generalul Junot.
Portugalia însă era profund legată economic de comerțul cu insulele britanice și regele Ioan al VI-lea primise informații conform cărora corpul diplomatic francez și o serie de politicieni francezi ar fi coruptibili și pregătiți să îl convingă pe  Napoleon să accepte un compromis. Drept urmare, dincolo de orice intenții de a brava, portughezii nu au făcut decât să tatoneze și să tergiverseze, punând sume importante de bani la dispoziția ambasadorului francez. Fără a ceda, portughezii au făcut totuși o serie de gesturi formale de bună credință, cum ar fi să pună bateriile de coastă ale Lisabonei în stare de apărare și  6 000 de oameni au fost plasați în fortăreața de la Peniche. În acest timp, relațiile franco-spaniole se deteriorează atunci când Napoleon anexează Regatul Etruriei, al cărui monarh era era fiica cea mare a regelui Spaniei dar care devenise un centru de contrabandă și spionaj. La 12 octombrie, convins că nu va putea convinge Portugalia să se alăture de bună voie Blocadei Continentale, Napoleon i-a ordonat lui Junot să traverseze Spania, pentru a invada Portugalia. Ca urmare a acestui fapt, pe 22 octombrie Portugalia încheie o convenție secretă cu Regatul Unit, în urma căreia acesta din urmă se angaja să transporte guvernul și Curtea Portugaliei în Brazilia, în cazul unei intervenții militare franceze. În schimb, britanicii primeau Madeira. Cinci zile mai târziu, Franța și Spania încheie la rândul lor o convenție secretă (Tratatul de la Fontainebleau), prin care împărțeau Portugalia în trei, Spania flota de război portugheză, nordul să fie oferit regelui și reginei Etruriei, centrul menținut sub ocupație militară iar sudul oferit lui Godoy. Cu toate acestea, situația politică din Spania, în continuă deteriorare de câțiva ani, se degradează în mod dramatic atunci când regele Carol al IV-lea își aduce propriul fiu, Prințul Asturiilor, în fața justiției, pentru o  tentativă de detronare din partea acestuia din urmă (28 octombrie). Adorat de popor, Prințul Asturiilor profită de această ocazie pentru a poza în victimă, fapt ce nu face decât să accentueze rezerva populației față de cuplul regal și ura față de primul-ministru, favoritul regal Godoy. Mai mult decât atât, regele Spaniei îi scrie o scrisoare lui Napoleon, în care îl acuză că l-ar fi montat pe Prințul Asturiilor împotriva sa. Drept urmare, pe 7 noiembrie, ambasadorul Spaniei, Masserano, este convocat la castelul de la Fontainebleau, unde Împăratul, extrem de furios, îl apostrofează cu virulență cu privire la scrisoarea monarhului spaniol.

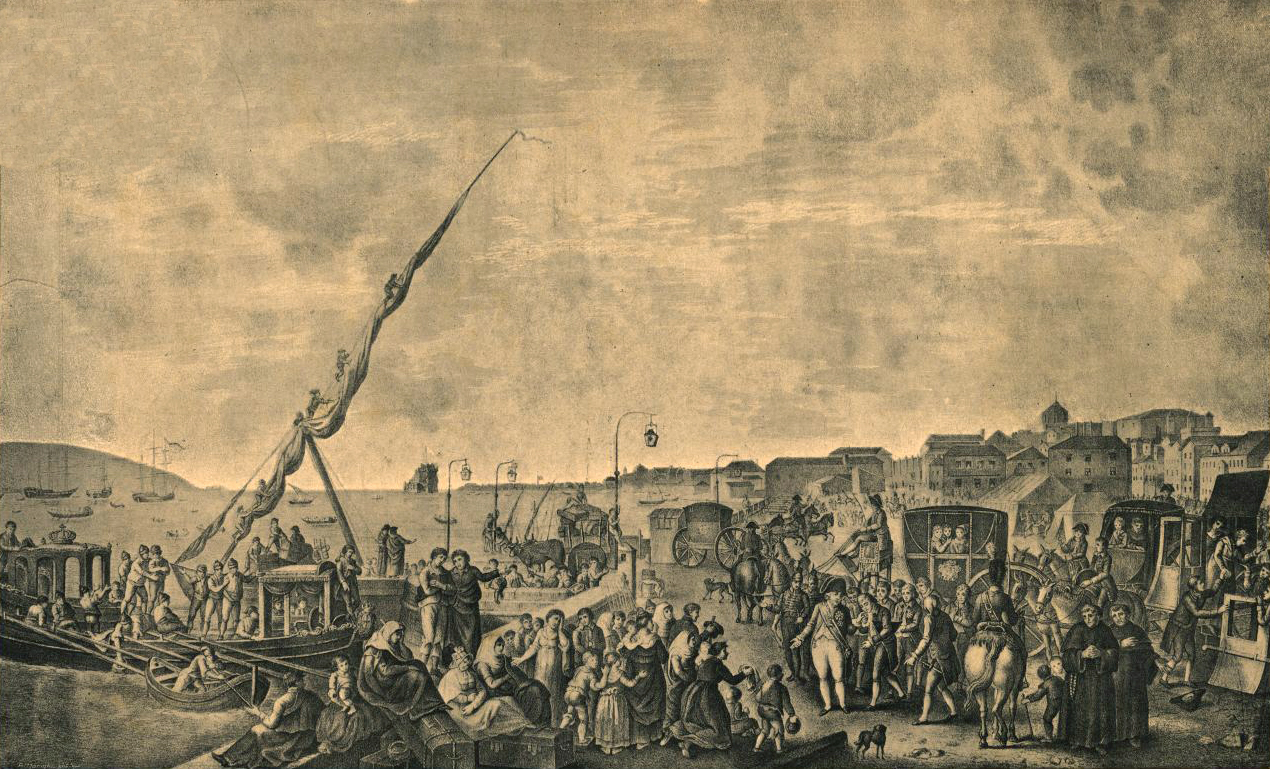
Familia regală portugheză îmbarcându-se pentru a se refugia în Brazilia.

În acest timp, un „Al doilea Corp de observație al Girondei”, 25 000 de oameni, sub comanda generalului Dupont, intră la rândul lor în Spania, cu destinația Vitoria (13 noiembrie), iar Junot intră cu oamenii săi în Portugalia la 19 noiembrie. Convinși de iminența intervenției franceze, portughezii au încercat să negocieze și, la jumătatea lui noiembrie, acceptaseră toate condițiile franceze, sub condiția menținerii pe tron a Casei Bragança. Era însă prea târziu pentru o negociere și zece zile mai târziu (29 noiembrie), familia regală portugheză, Curtea și guvernul părăsesc Lisabona, la bordul unei flote anglo-portugheze, având ca destinație Brazilia. După un marș îndelungat și epuizant prin Spania și Portugalia, Junot ajunge în apropierea Lisabonei în aceeași zi. Deoarece alesese o serie de rute de marș extrem de proaste, generalul francez a trebuit să lase în urmă grosul trupelor, astfel că mai avea sub ordine la această dată puțin peste 1 500 de oameni. În aceste condiții, Junot avea șanse minime de a captura Lisabona, apărată de o garnizoană de peste 14 000 de oameni și adăpostind o puternică flotă de război. Cu toate acestea, în vidul de putere creat de plecarea intempestivă a familiei Bragança și a guvernului, comandanții portughezi nu au știut dacă ar trebui să trateze forțele franceze ca pe o armată inamică sau aliată, astfel că i-au permis lui Junot să ocupe orașul pe 30 noiembrie. Nestingherit și bine primit de localnici, Dupont a intrat în Vitoria pe 26 decembrie, apoi s-a îndreptat spre Valladolid.

## 1808: marile răsturnări de situație
În timp ce francezii ocupau Lisabona, britanicii trimiteau 7 000 de oameni pentru a întări garnizoana de la Gibraltar. Acest fapt l-a determinat pe Împărat să trimită „Al 2-lea Corp de Observație al Girondei” de la Vitoria la Valladolid, de unde putea ușor să mărșăluiască asupra capitalei spaniole, dacă circumstanțele ar fi cerut-o. Pentru a menține o prezență militară în Navarra, pe data de 9 ianuarie 1808, un al treilea Corp de armată francez („Corpul de Observație al Coastelor Oceanului și Divizia de Observație a Pirineilor Occidentali”), sub comanda Mareșalului Moncey a intrat în Spania. Chiar și în condițiile mobilizării extrem de lente și haosului care domneau în rândurile armatei spaniole, care ar fi trebuit să participe la ocuparea Portugaliei, în concordanță cu Tratatul de la Fontainebleau, această intervenție a unui al treilea Corp de armată francez nu se justifica. Cu toate acestea, un al patrulea Corp de armată („Divizia de Observație a Pirineilor Orientali”) francez, condus de generalul Duhesme a trecut granița regatului iberic, la exact o lună după primul, dar de această dată prin Catalonia. Operate sub pretextul ocupării Portugaliei, aceste intervenții se explicau prin intențiile Împăratului Napoleon I de a pune capăt instabilității crescânde și riscului de război civil din Spania. Inițial de importanță secundară pentru planurile strategice napoleoniene în Europa, Spania dobândise de ceva timp o importanță deosebită. În special flota spaniolă era necesară pentru planurile lui Napoleon de a cuceri Sicilia, devenită un bastion de rezistă al Bourbonilor napolitani, fideli Regatului Unit. Or, flota spaniolă era în stare deplorabilă și era incapabilă să se achite de misiunile pe care monarhia spaniolă se angajase să le îndeplinească. Știut fiind faptul că transporturile de aur din America de Sud furnizau Spaniei venituri uriașe, singura concluzie la care putea ajunge Napoleon era că starea deplorabilă a aliatului său iberic era cauzată doar de corupția, ineficiența și incompetența spaniolilor.. Toți ambasadorii francezi la Madrid îi prezentaseră în mod constant Împăratului de ani buni o țară înapoiată, o populație fanatică și servilă, instituții depășite, un Godoy pe cât de incapabil pe atât de slab și de inconstant, cât și o familie regală decadentă și inutilă.
Cu toate acestea, la începutul lui 1808, Împăratul Napoleon nu avea încă o soluție conturată pentru regenerarea Spaniei. Proiectele de înrudire a celor între cele două dinastii se dovedise irealizabil, Lucien Bonaparte nefiind dispus să accepte căsătoria fiicei sale Charlotte cu Ferdinand, Prințul Asturiilor. Exista desigur oricând posibilitatea înlocuirii bătrânului rege Carol al IV-lea cu fiul său, Prințul Asturiilor, care prezenta avantajul că era extrem de iubit de popor și părea să fie foarte ușor de dirijat. Era însă foarte puțin probabil că un regim condus de Ferdinand ar fi fost mai eficient decât cel al lui Carol al IV-lea. Deși înlăturarea ultimilor Bourboni din Europa părea a fi soluție seducătoare, deși un număr mare de soldați francezi se afla deja în peninsulă, armata spaniolă fiind total nepregătită de război și, deși nu părea probabil ca poporul spaniol să fie foarte deranjat de o schimbare dinastică, totuși, la începutul lui 1808 se pare că Napoleon încă nu hotărâse care sunt obiectivele sale în această țară.